# Dragon's Crown
Dragon's Crown (ドラゴンズクラウン?, Doragonzu Kuraun) è un videogioco di ruolo del 2013 sviluppato da Vanillaware per PlayStation 3, PlayStation Vita e PlayStation 4.

## Modalità di gioco
Action RPG con elementi hack and slash, il gioco richiama i classici picchiaduro a scorrimento come Golden Axe.